# Уолкер (округ, Алабама)
Уо́лкер (англ. Walker County) — округ в штате Алабама, США. Официально образован в 1823 году. По состоянию на 2010 год, численность населения составляла 67 023 человека.

## География
По данным Бюро переписи США, общая площадь округа равняется 2 084,952 км2, из которых 2 048,692 км2 суша и 36,260 км2 или 1,700 % это водоемы.

### Соседние округа
|           | Марион | Уинстон    | Калмен |  |
| Фейетт    | север  | Блант      |        |  |
| Фейетт    | Уолкер | Блант      |        |  |
| Фейетт    | юг     | Блант      |        |  |
| Таскалуса |        | Джефферсон |        |  |

## Население
По данным переписи населения 2000 года в округе проживает 70 713 жителей в составе 28 364 домашних хозяйств и 20 478 семей. Плотность населения составляет 34,00 человека на км2. На территории округа насчитывается 32 417 жилых строений, при плотности застройки около 16,00-ти строений на км2. Расовый состав населения: белые — 92,15 %, афроамериканцы — 6,17 %, коренные американцы (индейцы) — 0,28 %, азиаты — 0,20 %, гавайцы — 0,02 %, представители других рас — 0,31 %, представители двух или более рас — 0,86 %. Испаноязычные составляли 0,86 % населения независимо от расы.
В составе 30,70 % из общего числа домашних хозяйств проживают дети в возрасте до 18 лет, 56,30 % домашних хозяйств представляют собой супружеские пары проживающие вместе, 11,90 % домашних хозяйств представляют собой одиноких женщин без супруга, 27,80 % домашних хозяйств не имеют отношения к семьям, 25,30 % домашних хозяйств состоят из одного человека, 11,20 % домашних хозяйств состоят из престарелых (65 лет и старше), проживающих в одиночестве. Средний размер домашнего хозяйства составляет 2,46 человека, и средний размер семьи 2,93 человека.
Возрастной состав округа: 23,50 % моложе 18 лет, 8,60 % от 18 до 24, 28,00 % от 25 до 44, 25,10 % от 45 до 64 и 25,10 % от 65 и старше. Средний возраст жителя округа 38 лет. На каждые 100 женщин приходится 93,20 мужчин. На каждые 100 женщин старше 18 лет приходится 89,80 мужчин.
Средний доход на домохозяйство в округе составлял 29 076 USD, на семью — 35 221 USD. Среднестатистический заработок мужчины был 31 242 USD против 20 089 USD для женщины. Доход на душу населения составлял 15 546 USD. Около 13,20 % семей и 16,50 % общего населения находились ниже черты бедности, в том числе — 21,00 % молодежи (тех, кому ещё не исполнилось 18 лет) и 17,40 % тех, кому было уже больше 65 лет.